# Lonchoptera longisetosa
Lonchoptera longisetosa är en tvåvingeart som först beskrevs av Yang och Chen 1998.  Lonchoptera longisetosa ingår i släktet Lonchoptera och familjen spjutvingeflugor. Inga underarter finns listade i Catalogue of Life.